# Eremites Camaldulesos de Monte Corona
Els Eremites Camaldolesos de Monte Corona, en llatí Congregatio Eremitarum Camaldulensium Montis Coronae, són un orde religiós masculí de tipus monàstic. Els seus membres posposen al seu nom les sigles E.C.M.C.

## Història
L'orde va néixer com una escissió de l'Orde Camaldulès que volia tornar-la al rigor primitiu i enfortir el component eremític de la vida dels monjos. En 1520 el prior de Camaldoli Paolo Giustiniani, volent portar una vida més austera, deixà el càrrec i es retirà a l'eremitori de Monte Calvo, prop de Perusa. Lleó X va concedir-li la facultat de fundar altres eremitoris i, a més, la de fundar-los exempts de la jurisdicció de la congregació camaldulesa i amb constitucions pròpies, la qual cosa equivalia a reconèixer les noves fundacions com una congregació separada de l'orde. A Pascialupo fundà en 1521 l'eremitori de Monte Cucco. Aviat es traslladà a una ermita prop de Massaccio, on se li uniren altres monjos de Camaldoli. A aquests primers eremitoris seguiren els de Cupramontana, San Leonardo de Monte Volubrio (diòcesi de Fermo) i San Benedetto de Monte Conero, prop d'Ancona.
Els quatre eremitoris que havia fundat Giustiniani van agrupar-se sota el nom de Companyia d'Eremites de Sant Romuald. En 1522, Giustiniani redactà les constitucions de la nova congregació, que consistien en l'aplicació rigorosa de la regla original, modificant només l'hàbit, que escurçava la túnica i l'escapulari, fent que només arribessin una mica per sota els genolls, amb una caputxa en comptes de cogulla i un sobrepellís curt al coll. En 1523, l'orde va reconèixer la congregació de Monte Corona, i el gener de 1524 tingué lloc el primer capítol dels quatre eremitoris de la congregació, que elegí el fundador com a prior general i va ésser reconegut formalment per Climent VII.

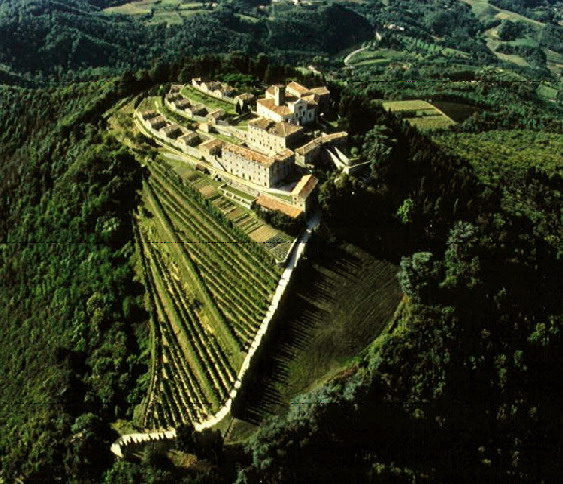
Eremitori de Monte Rua, actual seu general de l'orde
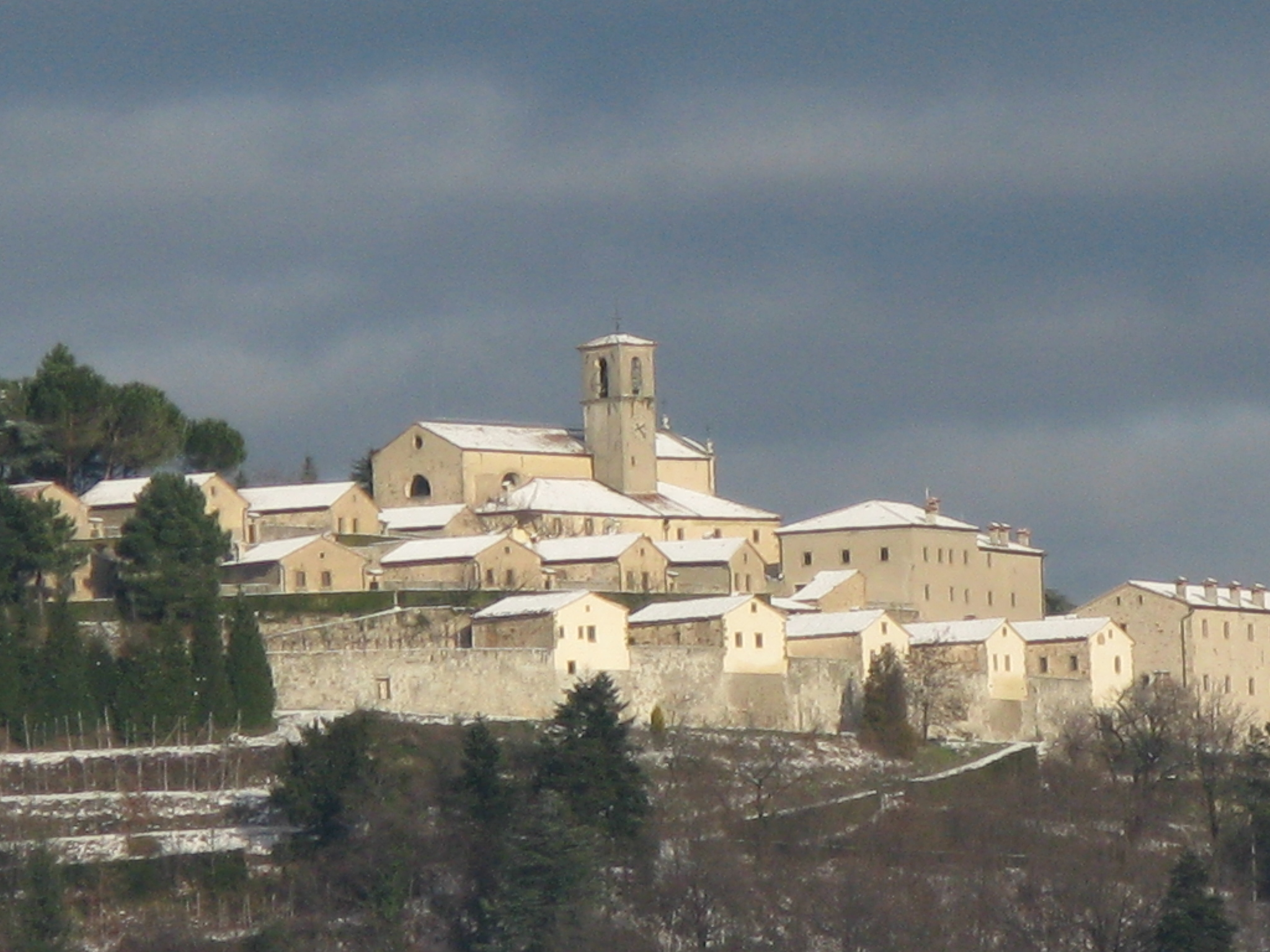
Monte Rua, amb les cel·les separades dels eremites
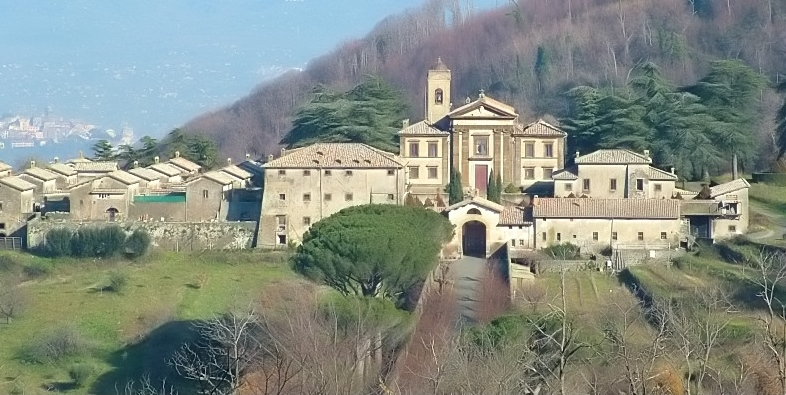
Eremo Tuscolano (Monteporzio Catone)

Galeazzo Gabrielli, abat comandatari de Monte Acuto, al peu de Monte Corona, abadia camaldulesa propera a Perusa, va afegir-se a la nova congregació. El segon capítol general, l'agost de 1524, tingué lloc a Monte Cucco. El maig de 1525, Camaldoli va reconeìxer Monte Corona com a congregació independent i separada de l'orde, mantenint-se, però, en la família camaldulesa. Un mes després tingué lloc el tercer capítol general, on es decidí d'erigir un eremitori prop de l'abadia de Monte Acuto, on s'establiren els eremites en 1532.
Quan morí el juny de 1528, fou succeït per Agostino di Basciano i, poc temps després, per Giustiniano di Bergamo, que convocà un capítol per decidir quina de les cases de la congregació havia de considerar-se'n la casa mare; tot i que es preferia Massaccio, per haver-ne estat la primera, la precedència va quedar en el monestir de Monte Corona. A partir de llavors, en 1532, la congregació prengué el nom de Congregació dels Eremites Camaldulesos de Monte Corona.
El 1540, es van reunir les congregacions camalduleses de Monte Corona i Camaldoli, nomenant prior general del de Camaldoli, acordant tenir un capítol general cada any, en el qual s'elegiria prior. La unió, però, només durà un any i les congregacions se separaren; novament unides en 1634 per disposició d'Urbà VIII, se separaren definitivament el 1667, per una butlla de Climent IX.
L'orde va créixer durant els segles XVII i XVIII fins a tenir 550 membres en 30 eremitoris d'Itàlia, Polònia, Àustria, Hongria, Eslovàquia i Lituània.

## Activitat i difusió
Els eremites de Monte Corona fan vida eremítica en comunitat, dedicada a la pregària contemplativa i l'estudi. Són presents sobretot a Itàlia: la seu general és des del 2010 l'Eremo della Ss. Annunziata di Monte Rua (Pàdua).
Al final de 2005 l'institut tenia 63 monjos, 27 d'ells sacerdots, en nou cases; a Itàlia: Ss. Annunziata di Monte Rua (1537-1810, 1863-), Sacro Eremo Tuscolano (Monteporzio, Frascati, Roma, fundat el 1607), Eremo di San Girolamo (Pascelupo, Perusa, 1521-1926, 1991-); a Polònia: Bielany (Cracòvia, 1609) i Bieniszew (Kazimierz Biskupi, 1663-1819, 1945-); a Espanya, el Yermo de N. S. de la Herrera (Haro-San Felices, la Rioja, des de 1925); als Estats Units, Holy Family Hermitage (Bloomingdale, Ohio, 1959); a Colòmbia, Santa Cruz (Antioquia, 1969), i a Veneçuela, Santa María de los Ángeles (Táchira, 1998).
Monte Corona ja no pertany a l'orde. Abandonat, des del 2007 hostatja l'orde monàstic de la Família Monàstica de Betlem, de l'Assumpció de la Mare de Déu i de Sant Bru.

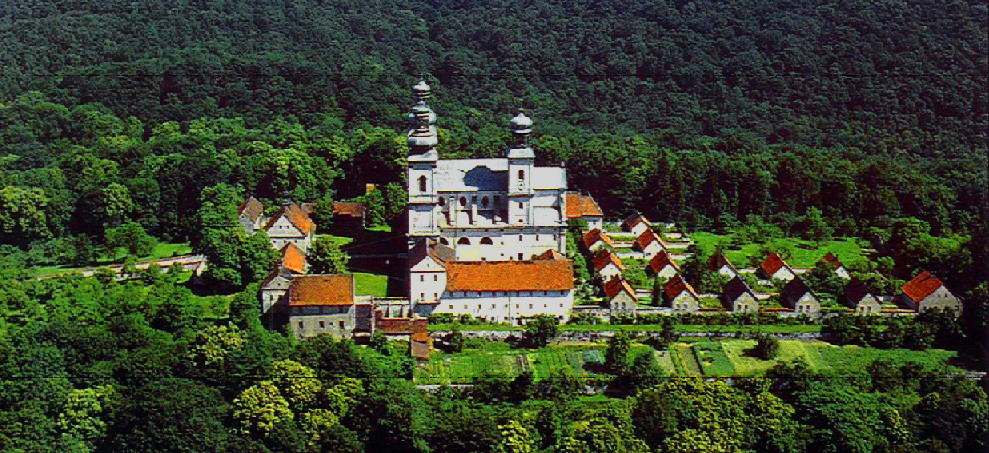
Bielany des de l'aire, amb les cel·les
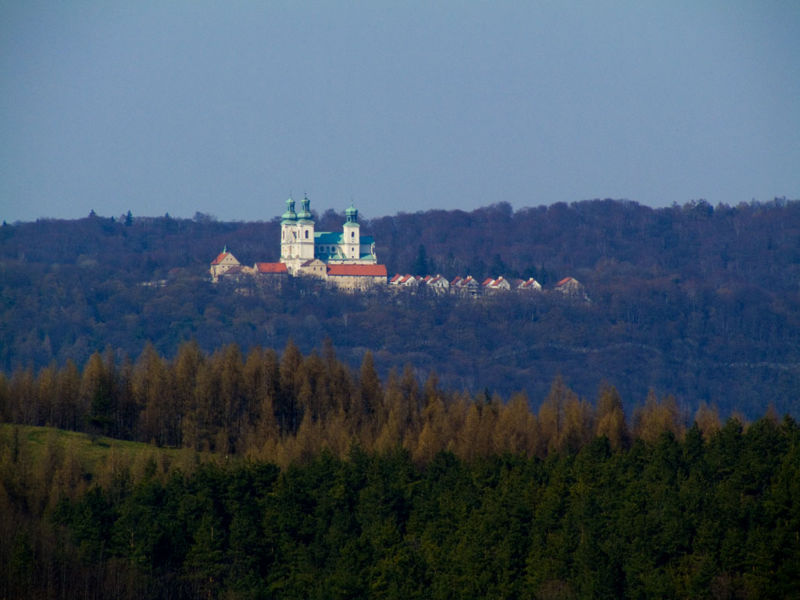
Monestir de Bielany (Polònia)
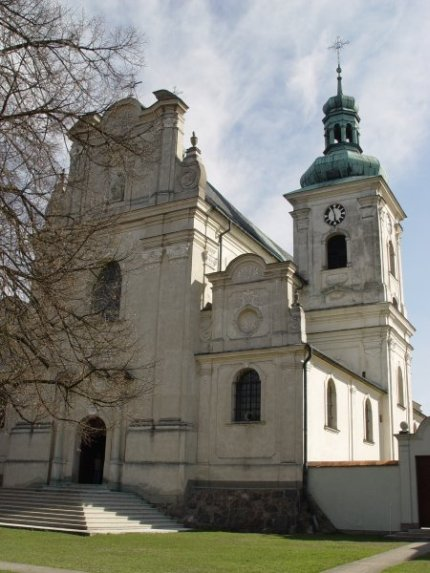
Monestir de Bieniszew
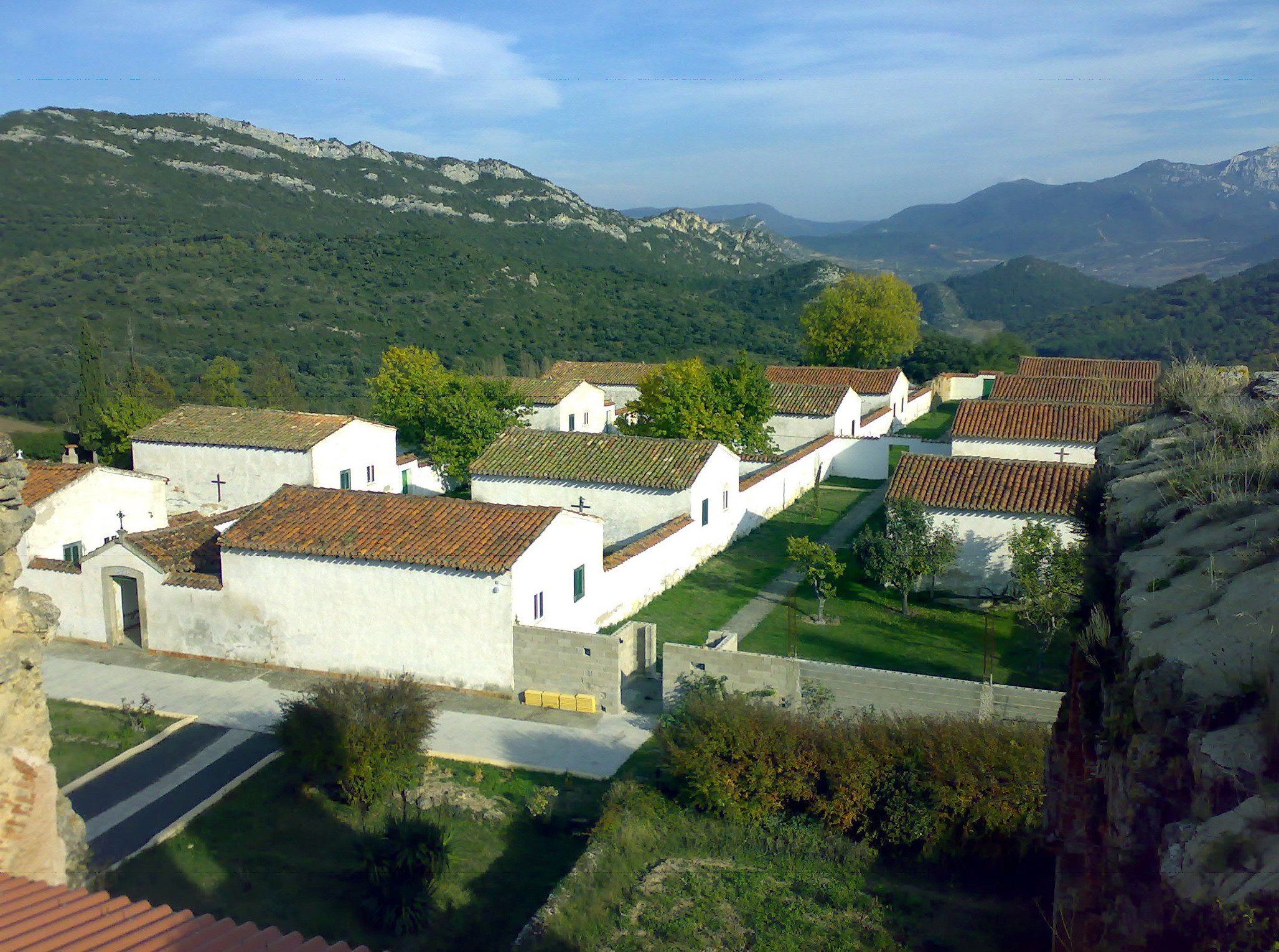
Cel·les de S. María de Herrera